# Myospalax fontanierii
Myospalax fontanierii är en däggdjursart som först beskrevs av Milne-Edwards 1867.  Myospalax fontanierii ingår i släktet Myospalax (eller Eospalax beroende på taxonomi) och familjen mullvadsråttor. Inga underarter finns listade i Catalogue of Life.

## Utseende
Denna mullvadsråtta blir 15,5 till 24,5 cm lång (huvud och bål), har en 4,0 till 6,2 cm lång svans och väger 150 till 620 g. Den har mörk rödbrun päls på ovansidan och gråaktig päls vid buken. Håren på ovansidan har en gråsvart basis men den är inte synlig. På undersidan har håren röda spetsar. Påfallande är en vit fläck på hjässan. Den korta svansen är bara glest täckt med hår.

## Utbredning och habitat
Arten förekommer i centrala Kina och en liten avskild population hittades i nordöstra Kina. Habitatet varierar mellan grässtäpper, buskskogar och jordbruksmark.

## Ekologi
Liksom andra mullvadsråttor skapar djuret komplexa tunnelsystem och vid utgångarna förekommer "mullvadshögar". Gångarna kan hopräknad vara 100 meter långa. Tunnlarna där arten letar efter föda ligger vanligen 8 till 13 cm under markytan. Tunnlar som sammanlänkar olika kamrar ligger ofta 25 till 48 cm under markytan. Vissa förvaringsrum kan ligga 180 till 240 cm djup. Där lagrar arten föda som ofta väger 2,4 till 4,5 kg. Det största kända lagret var fyllt med 30 kg föda. Denna mullvadsråtta äter främst rötter och stjälkar.
Honor har en till tre kullar per år med upp till sju ungar per kull. Arten är ett betydande bytesdjur för djur som jagar.

## Myospalax fontanieriioch människor
Kinesiska bönder betraktar arten ofta som skadedjur. Det är sällan känt att mullvadsråttan förbättrar jordmånen genom sin grävande aktivitet. När de olika jordlagren blandas minskas erosionen i gnagarens utbredningsområde. Luft och fuktighet når djupare delar av jorden vad som förbättrar grogrunden.